# Petró Kálmán
Petró Kálmán, Petro Kálmán (Miskolc, 1888. május 18. – Budapest, 1942. október 13.) magyar ügyvéd, kormányfőtanácsos, országgyűlési képviselő.

## Élete
Római katolikus vallású családban született. Szülővárosa református gimnáziumában végezte a középiskoláit, egyetemi tanulmányait pedig az Egri Érseki Jogakadémián, majd a müncheni, innsbrucki, berlini, strasbourgi és budapesti egyetemeken. 1913-ban tett ügyvédi vizsgát, majd ügyvédi praxist nyitott Egerben.
Hamar aktív szereplője lett a város közéletének: a képviselő-testületbe még 1914-ben választották be először, a következő évben pedig már Heves vármegye törvényhatósági bizottságának is tagja lett. Ügyésze lett a szatmári püspöki és káptalani uradalmaknak és az egyházmegyei alapítványoknak, jogtanácsosa az Egyházmegyei Takarékpénztár Részvénytársaságnak, a Budai Szent Ferenc-rendi tartománynak és több kereskedelmi vállalatnak.
Az 1918-as őszirózsás forradalom idején, az egri földműves olvasókörökben szerzett népszerűségével Egerben és környékén földművespártot szervezett, amiért a tanácskormány idején letartóztatták és több hetet elzárásban töltött. A kommün bukása után ő szervezte meg az európai hírűvé vált egri szegénygondozást és utána is vezető szerepet vállalt számos jótékonysági és szociális mozgalomban.
1931-ben választották meg először országgyűlési képviselőnek az egri székhelyű választókerületben, a Keresztény Gazdasági és Szociális Párt programjával, rövidesen azonban kivált a pártból s mint pártonkívüli, az ellenzék soraiban szerzett elismerést működésével. A Nemzeti Egység Pártja 1938-as átalakulását követően, 1939 tavaszán belépett a Magyar Élet Pártjába és annak színeiben az egri kerületben szerzett parlamenti mandátumot az azévi választásokon.
Elnöke volt az Egri Kaszinónak, az Egri Ügyvédi Kamarának és az egri római katolikus egyházközségnek; tagja Heves vármegye kisgyűlésének, az Országos Közoktatásügyi Tanácsnak, a Gazdasági Szakoktatási Tanácsnak, a Borgazdasági Tanácsnak, a Nemzeti Önállósítási Tanácsnak és az Országos Mezőgazdasági Kamarának. A képviselőházban főként gazdasági kérdésekkel foglalkozott, több beszédet mondott a szőlősgazdák érdekében, a szesztermelés és gazdasági szakoktatás ügyében.